# Alan Campbell (calciatore 1948)
Alan James Campbell (Arbroath, 21 gennaio 1948) è un allenatore di calcio ed ex calciatore scozzese, di ruolo centrocampista.

## Carriera

### Giocatore

#### Club
Nel 1964 viene aggregato al settore giovanile del Charlton, club della seconda divisione inglese, club con cui nella stagione successiva all'età di 17 anni esordisce tra i professionisti, nella prima giornata della Second Division 1965-1966, in una partita persa per 4-2 sul campo del Bolton: sotto la guida dell'allenatore Bob Stokoe diventa ben presto nonostante la giovane età un punto di riferimento del centrocampo degli Addicks, tanto che nell'arco di 5 stagioni totalizza complessivamente 198 presenze e 28 reti in partite di campionato, tutte nella seconda divisione inglese (gioca quindi sostanzialmente quasi 40 partite di media su 42 totali in ciascuno dei campionati a cui prende parte). Nell'estate del 1970 all'età di 22 anni e con oltre 200 presenze tra i professionisti alle spalle fra tutte le competizioni, viene acquistato dal Birmingham City, altro club di seconda divisione, con cui nella sua seconda stagione in squadra conquista una promozione in prima divisione, categoria in cui tra il 1972 ed il 1976 gioca per 4 stagioni consecutive: nell'estate del 1976, dopo un totale di 175 presenze ed 11 reti in partite di campionato con la maglia del Birmingham City (104 presenze e 7 reti in prima divisione e 71 presenze e 4 reti in seconda divisione), viene ceduto al Cardiff City, club neopromosso in seconda divisione, dove rimane per 4 stagioni vincendo tra l'altro una Coppa del Galles nella stagione 1976-1977 e prendendo parte a 2 edizioni successive della Coppa delle Coppe (nelle stagioni 1976-1977 e 1977-1978, in cui gioca rispettivamente 3 e 2 partite). Dopo un totale di 167 presenze e 2 reti in partite di campionato (tutte in seconda divisione), nell'estate del 1980 Stokoe, appena diventato allenatore del Carlisle Utd in terza divisione, lo riprende in squadra, e qui pur con un ruolo da riserva (31 presenze e 2 reti in 2 campionati) contribuisce alla promozione in seconda divisione al termine della stagione 1981-1982, trascorsa la quale lascia peraltro il club e, dopo un totale di 571 presenze e 43 reti nei campionati della Football League (tutte tra prima e seconda divisione ad eccezione delle 31 in terza divisione con il Carlisle), va a giocare nei semiprofessionisti del Redditch Utd, con cui gioca fino al ritiro al termine della stagione 1985-1986, all'età di 38 anni.

#### Nazionale
Nel 1970 ha giocato una partita con la nazionale scozzese Under-23.

### Allenatore
Tra il 1989 ed il 1992 ha lavorato prima come vice e poi come allenatore per Highgate Utd e Stratford Town, 2 club semiprofessionistici inglesi.

## Palmarès

### Giocatore

#### Competizioni nazionali
- Coppa del Galles: 1

Cardiff City: 1976-1977